# 篠原文也
篠原 文也（しのはら ふみや、1947年 - ）は、日本の政治解説者（評論家）、元政治部記者、元テレビ東京解説委員、昭和女子大学客員教授。

## 来歴
大分県大分市生まれ。早稲田大学政治経済学部政治経済学科卒業後、1971年4月日本経済新聞社に入社。政治部記者として、総理大臣官邸、自民党キャップ、1986年4月、政治部次長、1990年9月の人事にて、宇都宮支局長へ異動。1993年4月付けで、テレビ東京の報道局解説委員を担当。解説委員長を含め務め、2007年11月まで担当し同時に日経新聞社を退職。
京都工芸繊維大学特別教授、昭和女子大学客員教授。2009年3月、文部科学省中央教育審議会委員、2012年3月から内閣府再就職等監視委員会委員を務める。
経済産業省の産業構造審議会産業金融部委員を担当。
2019年、旭日中綬章受章。

## 出演番組

### テレビ
- 本格闘論FACE 篠原文也の直撃!日本（BS11）

#### テレビ東京時代
- ザ・決断!日本の選択
- ザ・決断!国民の審判

## 著書
- 日本の政治はこう変わる!（PHP研究所）
- 誰が日本を救うのか（到知出版社）
- 政界大変動（PHP研究所）
- 熱論！政界を再編せよ 偽りの二大政党』（PHP研究所）